# Abrigo Dom Pedro II
O Abrigo Dom Pedro II é uma instituição mantenedora de idosos de Salvador, capital do estado brasileiro da Bahia. Foi inaugurado em 1887 com o nome de Asilo de Mendicidade Santa Isabel, e é administrado pela Secretaria Municipal de Promoção Social e Combate à Pobreza (Semps) de Salvador. O antigo prédio, localizado na Avenida Luís Tarquínio, foi tombado pelo Instituto do Patrimônio Histórico e Artístico Nacional (IPHAN) em 1978, através do processo n.º 983.

## História
Segundo documentações do Instituto do Patrimônio Artístico e Cultural da Bahia (IPAC), o imóvel pertencia à Antônio Gonçalves Gravatá em 1859 e foi vendido ao comendador Francisco Xavier Machado. A residência construída na primeira metade do século XIX, e conhecida como Palacete Machado, teria sido a maior residência da Bahia à época, onde teriam morado um embaixador português e o primeiro diretor do Banco do Brasil.

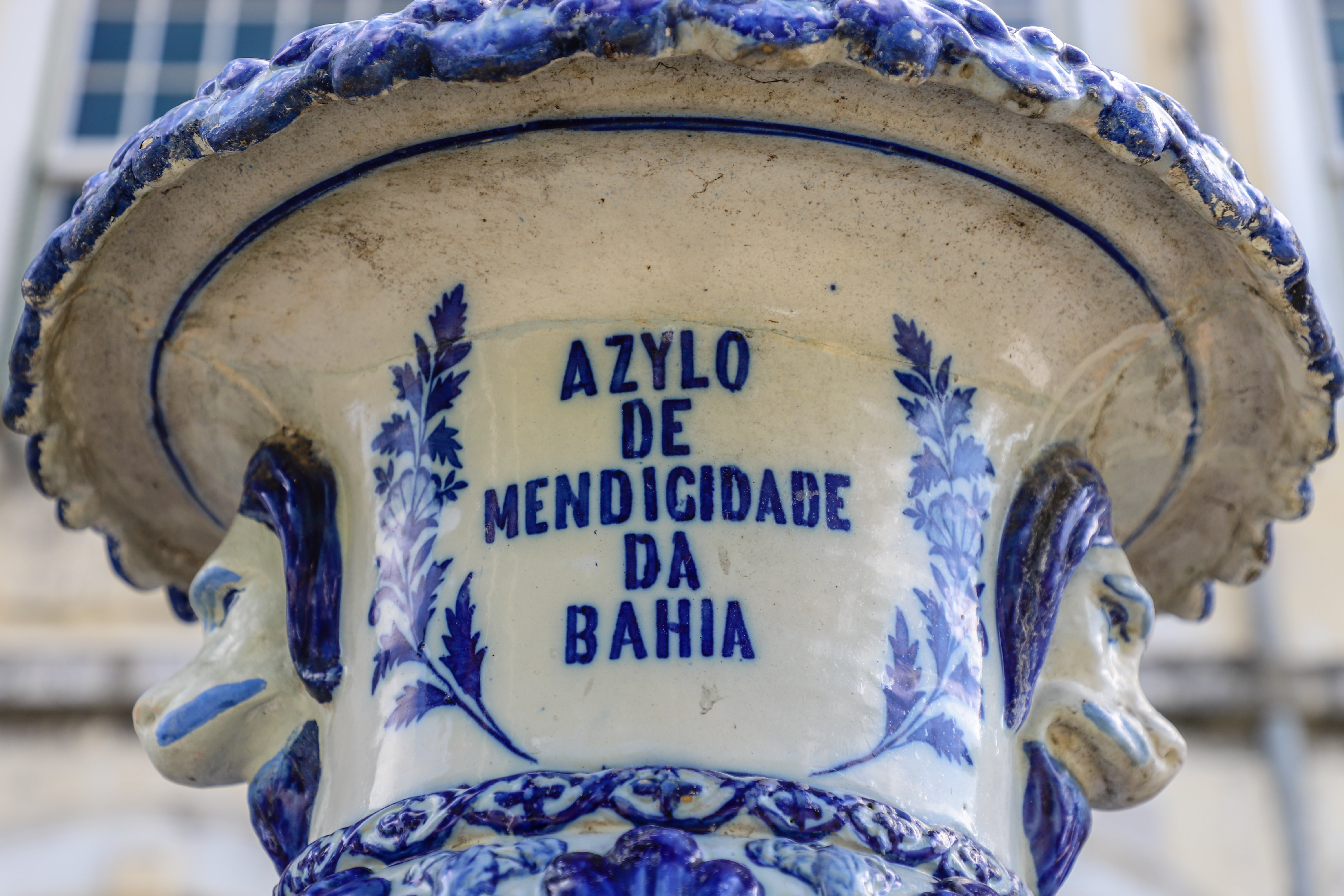
Cerâmica

O Governo da Bahia adquiriu o imóvel em 1877, para atender melhor as pessoas carentes que estavam amparadas no Asylo de Mendicidade, sob a direção do Hospital de Lázaro. Mas em 1878, foi decidido transferir somente os mendigos para o palacete, permanecendo os morféticos no Hospital de Lázaro. Após ajustes e criação de novos pavilhões para receber o asilo, em 1887 foi inaugurado como Asilo de Mendicidade Santa Isabel, passando a ser chamado de Abrigo D. Pedro II em 18 de Junho de 1943. Foi tombado pelo IPHAN em 1978, recebendo tombo histórico (Inscrição 478/1980) e tombo de belas artes (Inscrição 542/1980).
Devido a dificuldades de conservação do prédio e de funcionamento como asilo de idosos, em 2018 o funcionamento do abrigo foi transferido para outro endereço.

## Arquitetura

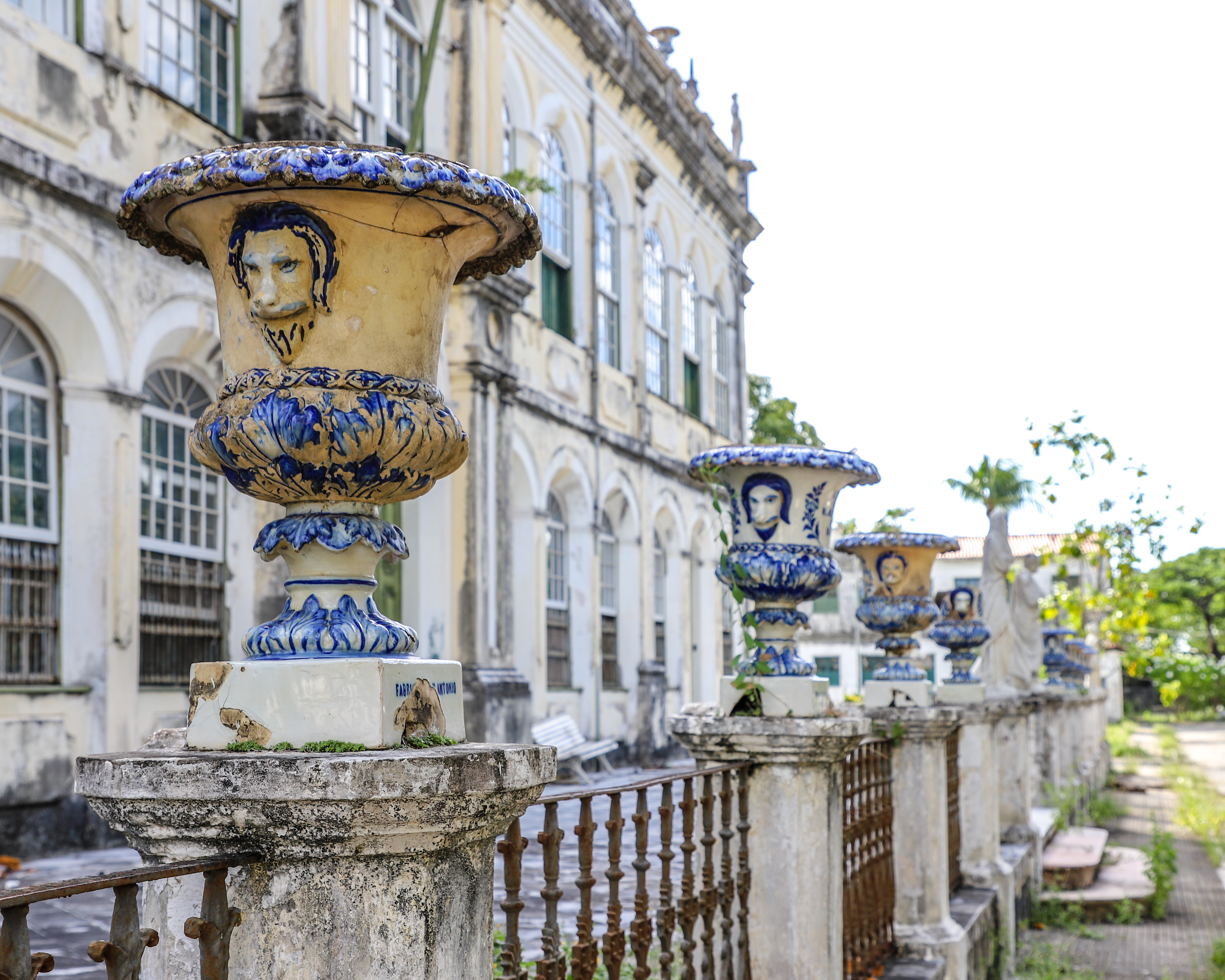
Colunas

Edifício construído a partir de um solar urbano do século XIX, é composto por um bloco em três lances, um central e dois laterais, com ligações para circulação, sendo os lances laterais uma edificação posterior, feita com o propósito de acolher os asilados. As obras de ampliação e ornamentação, que contaram com contribuição financeira da Princesa Isabel, tiveram duração de nove anos (1882-1891). Na construção, foram utilizadas pedras extraídas do recife existente ao fundo do palacete. O edifício é precedido de um átrio gradeado com colunas, estátuas neoclássicas e jarros de louça da fábrica de Santo Antônio do Porto.
O conjunto contém ainda uma capela com altar neoclássico, de meados do século XIX. O tombamento inclui o parque arborizado, as cerâmicas e as estátuas. Com cômodos de grandes dimensões, ainda preserva retratos a óleo, uma mesa de jacarandá e as armas do Império do Brasil em relevo dourado dentro de seu salão nobre. O chafariz que estava localizado à frente da edificação estava interligado ao sistema de chafarizes implementado em Salvador em 1855.